# Худшая неделя моей жизни
«Худшая неделя моей жизни» (англ. Worst Week) — американский комедийный телесериал канала CBS, транслировавшийся с 22 сентября 2008 года по 6 июня 2009 года. В России сериал был показан с 15 августа по 9 сентября 2011 года с понедельника по четверг в полночь на телеканале «MTV Россия».

## Сюжет
Сэм знакомится с будущими тестем и тёщей, попадая при этом во всевозможные неловкие ситуации. Рассказ о самой напряженной неделе в жизни каждого человека, которому предстоит свадьба. Для Сэма, который собирается жениться на Мел, эти дни стали настоящим кошмаром. Все, что может случиться плохого перед бракосочетанием, — с ним происходит. Попытки Сэма хоть что-то исправить приводят к ещё более жуткому хаосу.

## В ролях
| Актёр                | Роль                                   | Кол-во эпизодов |
| Главные герои        | Главные герои                          | Главные герои   |
| -------------------- | -------------------------------------- | --------------- |
| Кайл Борнхеймер      | Сэм Бриггс                             | 16              |
| Эринн Хейс           | Мелани «Мел» Клейтон                   | 16              |
| Нэнси Ленехан        | Анджела Клейтон, мать Мел              | 16              |
| Кертвуд Смит         | Дик Клейтон, отец Мел                  | 16              |
| Второстепенные герои |                                        |                 |
| Скотт Бинер          | Стив, коллега Сэма                     | 6               |
| Джессика Сент-Клэр   | Сара, старшая сестра Мел               | 6               |
| Ник Кролл            | Адам, друг Сэма                        | 6               |
| Пэррис Мостеллер     | Скотти, сын Сары и Чэда, племянник Мел | 6               |
| Хейс Макартур        | Чэд, муж Сары                          | 5               |
| Ронрико Ли           | Дэвид, приёмный брат Мел               | 5               |
| Брук Невин           | Хлоя, младшая сестра Мел               | 4               |
| Джей Мэлоун          | Адам                                   | 3               |
| Олимпия Дукакис      | Джун, мать Дика, бабушка Мел           | 2               |
| Фред Уиллард         | Пол Бриггс, отец Сэма                  | 2               |
| Конни Рэй            | Шейла Бриггс, мать Сэма                | 2               |
| Рэйчел Харрис        | Джули Хаузер, босс Сэма                | 2               |
| Филип Бейкер Холл    | Преподобный Лоуэлл                     | 2               |
| Кен Джонг            | Филл, продавец в зоомагазине           | 2               |
| Брайан Хаски         | Доктор Ройс, гинеколог Мел             | 2               |
| Эпизодические герои  |                                        |                 |
| Рик Скарри           | Чарльз Уэверли                         | 1               |
| Сьюзан Блэйкли       | Маргарет Уэверли, жена Чарльза         | 1               |
| Джон Росс Боуи       | Роб, коллега Сэма                      | 1               |
| Минди Стерлинг       | Элка, домработница Анджелы и Дика      | 1               |
| Дидрих Бадер         | Дэннис, коллега Сэма                   | 1               |
| Тамара Мелло         | Ники, девушка на вечеринке             | 1               |
| Октавия Спенсер      | медсестра                              | 1               |
| Эми Ясбек            | Тони, инструктор по родам              | 1               |
| Азис Ансари          | работник морга                         | 1               |
| Лони Лав             | Пэг, секретарь доктора Ройса           | 1               |